# Fængselsgården på Alcatraz
Fængselsgården på Alcatraz er en gård, der benyttedes af de indsatte på Alcatraz Federal Penitentiary mellem 1934 og 1963, hvor det føderale fængsel var åbent for fanger. Gården ligger overfor spisesalen syd for D-blokken på et hævet niveau. Den er omgivet af en høj mur, som endvidere er udstyret med et hegn, der skulle hindre flugtforsøg. Vagttårn nr. 3 lå lige vest for gården. Skydegalleriet lå i gården over spisesalen. Fængselsgården vender ind mod fastlandet. 

## Historie
I 1936 blev den tidligere grusdækkede gård brolagt. Gården var ramme om det mest voldsomme flugtforsøg fra Alcatraz i maj 1946, da en gruppe af indsatte udtænkte en plan om at få nøglen til gården, dræbe tårnvagterne, tage gidsler og bruge dem som skjolde for at nå anløbsbroen.
Under besættelsen af Alcatraz i 1970 demonstrerede mellem 400 og 700 indianere på øen, idet de var samlet i fængselsgården.

## Regler
Indsatte kunne komme ud i gården på lørdage og søndage og på helligdage i højst 5 timer. Indsatte, der arbejdede syv dage om ugen i køkkenet, blev belønnet med korte pauser i gården i løbet af ugen, mens uregerlige fanger kunne risikere at få deres gårdtur i weekenden inddraget.

## Socialt liv
Fangerne på Alcatraz måtte spille spil som fx baseball, softball og andre sportsgrene, når de var på gårdtur, men de kunne også beskæftige sig med intellektuelle spil som skak. Basketball synes derfor at have været spillet i gården at dømme efter de mærker, der stadig kan ses i dag. Baseball og softball var de mest populære sportsgrene. På grund af gårdens lille størrelse og baseballbanen i den ene ende af den, måtte en del af muren bag første base polstres for at afbøde virkningerne af spillet. De indsatte fik udleveret handsker, bat og bolde, men ikke sportstøj. I 1938 var der fire amatørhold på Alcatraz, Bees, Oaks og Seals,der var opkaldt efter Minor Leagueklubber og fire hold opkaldt efter Major Leagueklubber, Cardinals, Cubs, Giants og Tigers. Bankrøveren og kidnapperen, Volney Davis var en god pitcher for Oilers, mens Lorenzo Murrietta, der afsonede 40 år for overfald og røveri, var den bedste batter i Alcatraz' ligaspil. Han lavede ni home runs for Cardinals.
Selvom mange af de indsatte nød mulighed for at være ude og få lidt motion i weekenden, opstod der undertiden voldelige episoder, ofte racerelateret. Den 20. maj 1956 opstod der optøjer i kølvandet på racistiske tilråb mellem en hvid og en sort fange under en softball-kamp.
Mange af de indsatte brugte weekenden i gården til at tale med hinanden og diskutere kriminalitet; gårdturen var den eneste reelle mulighed de havde i løbet af ugen for egentlig samtale. Machine Gun Kelly og Basil "The Owl" Banghart siges at have været uadskillelige i gården, og at de brugte hele deres gårdtid i samtale sammen. Al Capone undgik derimod gården i sine senere år i fængslet på grund af dårligt mentalt helbred.

## I populærkulturen
Fængselsgården har kunnet ses i mange filmscener og har indgået i mange romaner, fx som ramme om voldelige konflikter. Gården ses flere gange i Clint Eastwoods film Flugten fra Alcatraz (1979), bl.a. ses en nævekamp, der blev parodieret i Leslie Nielsens film, Naked Gun 33 ⅓: The Final Insult (1994).

## Galleri
- Kig mod fastlandet fra gården på Alcatraz
- Fængselsgården
- Kig mod vandtårnet fra gården
- Kig gennem hegnet i gården
- En del af baseball-banen i gården på Alcatraz

## Eksterne links
- Youtube

37°49′N 122°25′V / 37.817°N 122.417°V